# Forum Romanum
Forum Romanum (= den romerske markedsplads) var den centrale plads i antikkens Rom. Da landsbyerne på Kapitol og Palatinerhøjen omkring 600 f.Kr. sluttede sig sammen, begyndte bebyggelsen at vokse ned i lavningen, der tidligere var benyttet til gravplads. I 1902 blev der udgravet en gravplads 5-6 meter under Forums brolægning, hvor grave fra senest 600 f.Kr. indeholdt ubrændte lig i sten- eller trækister, mens brandgrave med afdødes aske i hytte-urner stammede fra omkring 800 f.Kr.
Foreningen af de to landsbyer på Palatin og på Kapitol falder sammen med af Roms grundlæggelse 753 f.Kr. Arkæologisk ser man det ved anlæggelsen af en stor, fælles gravplads på Esquilinerhøjen, hvorimod den tidligere gravplads på det nuværende Forum Romanum blev reserveret som gravplads for børn, og opgives helt i 600-tallet f.Kr., da området mellem højene blev drænet, og det første Forum Romanum anlagt.

## Bygningerne
Forum Romanum lå, hvor mange veje mødtes. Af dem havde Via Sacra – den hellige vej – en særlig betydning; den går hen over Forum og dens brolægning kan spores tilbage til ca 550 f.Kr. Byens torv var også stedet for en række offentlige bygninger. Ved siden af Via Sacra lå Regia (= kongelig), der tjente som kongsgård før indførelsen af republikken. I Regia har man fundet en helligdom for krigsguden Mars og for overflodens gudinde Ops (gift med Saturn). I Mars' helligdom opbevaredes hans spyd og skjolde, regnet som den første af de syv talismaner, der sikrede Roms velstand og lykke. Plutarch beretter, at under kong Numa Pompilius, der havde efterfulgt Romulus som konge, blev Rom plaget af en frygtelig pest. Fra himmelen drattede pludselig et skjold af bronze ned i kong Numas hænder. Derefter ophørte pesten. Numa erfarede fra nymfen Egeria og muserne, at skjoldet var sendt til værn for Rom. Kongen beordrede derfor smeden Mamurius Veturius til at lave 11 kopier. Det lykkedes han med, så ikke engang kong Numa kunne skelne originalen fra kopierne. Den tolv skjolde (ancilia) blev betroet Mars' præsteskab (salii) til opbevaring og anvendelse ved den krigsdans, de fremførte i marts og i oktober (dvs. starten og afslutningen af sæsonen for krig). Krigsdansen bestod af saliis sange til lyden af spyd, der blev hamret mod skjoldene, og deres hoppen (to korte hop på samme fod, og et hop af samme længde som de to, men på den anden fod).
Ved siden af Regia lå Vesta-templet, hvor vestalinderne passede byens hellige ild. Potteskår tyder på, at det ældste Vesta-tempel kan føres tilbage til ca. 550 f.Kr. Vesta-templets cirkulære form viser, at det oprindeligt har været bygget af træstolper. Ved siden af templet lå huset, hvor de seks vestalinder boede. Også andre templer af meget gammel oprindelse lå på Forum, fx Saturntemplet og Castor og Pollux-templet.
Forums nordvestlige hjørne var centrum for politiske aktiviteter: Her lå Comitium, den plads, hvor folkeforsamlingen mødtes for at vedtage love. Her lå også Curia, senatets mødebygning, og Rostra, den sceneagtige forhøjning, som brugtes af folketalere. Navnet rostra kommer af krigsskibenes "snabler", hvormed de vædrede fjendens skibe. I starten var talerstolen en suggestus, en ren platform, der udgjorde en del af Comitium. Rostra fik sit navn efter den romerske erobring af Antiums flåde i 338 f.Kr., hvor seks erobrede skibssnabler af bronze blev fæstet til platformen som trofæer.
Samtidig som Forum var det politiske centrum og stedet for en del templer, var det også et torv med handelsboder.
I den sene republikanske tid blev der opført store haller, basilikaer, til handel og til retssager. I kejsertiden blev der rejst en del triumfbuer for at hylde kejsere, der havde sejret i krig.
Forum blev tættere og tættere bebygget, og ældre bygninger erstattet af nye – efterhånden af marmor. Da stedet samtidigt var centrum for romernes deltagelse i politik og handel, og stedet, hvor de mødtes for at høre nyt, var der meget trangt om pladsen. Cæsar og en del af de følgende kejsere byggede derfor en række nye fora ved siden af det gamle torv, se kejserfora. Allerede i 158 f.Kr. så censorerne Publius Cornelius Scipio og Marcus Popilius ingen anden udvej end at fjerne alle de statuer af tidligere magistrater, der fyldte pladsen, bortset fra dem, der var rejst efter senats- og folkeafstemning. Disse statuer fra republikken er dermed gået tabt. I 294 f.Kr. fik Quintus Marcius Censorinus - den første plebejer, der blev valgt til censor - rejst en statue af Marsyas med arme og ben bundet, en klar henvisning til afskaffelsen af slaveri pga gæld, en meget vigtig plebejisk sejr fra slutningen af 300-tallet f.Kr. Statuen af Marsyas blev stående i nærheden af Comitium i henved 300 år.

## Mytologi
Lacus Curtius (= Curtius-søen) ligner i dag et brøndhoved. Ofre til kejseren blev smidt ned her. Oprindeligt var Forum sumpmark, og Lacus Curtius en påmindelse om det, med historien om den sabinske ridder Mettius Curtius, der sloges med Romulus under sabinerkongen Titus Tatius, men faldt i sumpen, og nær ikke fik kæmpet sig op igen. Et andet sagn om samme Lacus Curtius beretter i stedet om en romersk ridder, Marcus Curtius, som i 362 f.Kr. adlød et orakel, da han i fuld rustning styrtede sig i en revne, der lige pludselig havde åbnet sig i Forum Romanum, for derved at redde det romerske samfund. Mest troværdig er dog Livius, som fortæller, at konsulen C. Curtius på senatets ordre i 445 f.Kr. fik området indgærdet, hvor et lyn var slået ned.
Efter at sabinerne under kong Titus Tatius havde erobret Kapitol, udfordrede Romulus dem til kamp på Forum nogle dage efter en oversvømmelse, hvor terrænet var ekstra ujævnt og sumpet. Det var under det mytiske slag, at ridderen Mettius Curtius red lige ud i mudderhavet og nær havde sat livet til. Romulus, der havde fået en sten i hovedet, var snart i livsfare, mens hans mænd flygtede tilbage mod Palatin. Romulus magtede ikke at standse dem, men hævede sine hænder mod himmelen og påkaldte Jupiter. I samme nu var romerne ude af stand til flugt, men vendte om og angreb sabinerne. Det sted, hvor romerne blev standset af guden, blev templet til Jupiter Stator rejst; stator i betydningen "stående", " der blev stående". De to stridende parter mødtes senere, og stedet, hvor de kom til enighed, fik navnet Comitius af det latinske verb comire (= at møde).
Forums helligdom for gudinden Venus Cloacina ved Via Sacra var et andet minde om romernes samkvem med nabofolkene sabinere og etruskere. Tilnavnet Cloacina var fra verbet cluo (= at rense, hvoraf cloaca = kloak).) Venus Cloacina vogtede over Cloaca Maxima ("Den største kloak"), der blev anlagt under Forum for at dræne sumplandet, og var anlagt af etruskerkongerne. Gudindens statue skal derimod være rejst af sabinerkongen Titus Tatius. Skønt hun var af etruskisk ophav, blev hun identificeret med Venus.

Plinius den Ældre skriver i sin naturhistorie, at ved Roms grundlæggelse voksede myrter, hvor byen nu ligger; og at romere og sabinere, inden de gik til kamp mod hinanden efter sabinerindernes rov, rensede sig med myrter, hvor statuen af Venus Cloacina senere kom op. Myrten var hellig for Venus og anvendt ved bryllupper.
Hendes helligdom ligger nøjagtigt, hvor Cloaca Maxima når frem til Forum og løber sammen med åen Velabro, der tjente som grænse mellem romere og sabinere, og hvor de to folk havde sluttet fred. Ifølge et sagn skal stedet, hvor helligdommen senere blev rejst, også være stedet, hvor far til den kønne Virginia, slagteren Lucius Virginius, kom ud af sin slagterbod lige ved og knivstak sin datter til døde, hellere end at lade hende blive antastet af den berygtede decemvir Appius Claudius Crassus. Crassus var betaget af Virginia og påstod, at hun var datter af en slave, der var flygtet fra ham. Efter De tolv tavlers lov kunne han dermed tilegne sig pigen som sin ejendom. Virginius' drab på sin datter førte til nedlæggelsen af decemvir-embedet i 449 f.Kr., og Virginius blev den første valgte tribun. Historien lyder som en parallel til beretningen om Lucretia, der blev voldtaget af etruskerkongen Tarquinius Superbus' søn og derefter begik selvmord, hvilket markerede enden på etruskerkongernes herredømme i Rom og starten på den romerske republik.

## Forfald og udgravning
En tysk rejsende berettede i Itinerarium Einsiedlense (= den anonyme fra Einsiedeln) fra omkring 750, at Forum var i forfald. De bygninger, der kunne genkendes, lå på Kapitols skråninger. Fra datoen for det sidste monument opsat på Forum, Fokas-søjlen, var der kun gået et par hundrede år; alligevel var Forum nærmest en ruinhob udenfor middelalderbyen i Subura. Nogle bygninger var bevaret, fordi aristokratiske familier var flyttet ind og havde befæstet dem, som Frangipani-familien havde gjort med Titus-buen.
I middelalderen var Forum Romanum omdøbt til Campo Vaccino (= komarken). Men pave Urban 5.s tilbagevenden fra Avignon i 1367 medførte en voksende interesse for de antikke monumenter, dels på grund af deres historiske betydning, dels som stenbrud for nye bygninger, som blev opført i Rom efter lang tids forsømmelse. Den udvikling skød fart med pave Julius 2., som påbegyndte en storskala udnyttelse af Forum som stenbrud; delvis til opførelse af nye bygninger, men oftere til fremstilling af kalk. Ved fejringen af kejser Karl 5.s sejr over tyrkerne i 1536 og påfølgende besøg 5. april i Rom, sørgede pave Paul 3. dog for anlæggelsen af en paradevej fra Titus-buen til Septimius Severus-buen.
Den værste raseren af området pågik i tiåret 1540-50, som en direkte følge af den intensiverede ombygning af Peterskirken. Især gik det hårdt ud over Jupiter-templet og Regia. Ødelæggelsen af disse monumenter, som i stor grad var bevaret intakt, skete i flere tilfælde i løbet af en eneste måned. Rafael ønskede et rivningsforbud; også Michelangelo bekymrede sig over raseringen af det historiske område. I 1600-tallet var meget lidt synligt over jorden; en rad elmetræer voksede mellem Titus-buen og Severus-buen, og fårehyrder søgte skygge under deres løvkroner.
En kardinal tog initiativ til at dræne området igen og byggede en bydel ovenpå. Men udgravningerne ved Carlo Fea, som begyndte med at fjerne murbrokkerne over Septimius Severus-buen i 1803, og arkæologer under Napoleons regime, indledte en afdækning af Forum, som først var fuldt udgravet i begyndelsen af 1900-tallet. Nu bliver genstande fra mange århundreder udstillet sammen, i fuld overensstemmelse med den romerske praksis at bygge ovenpå ruiner. Også i dag foregår der udgravninger på Forum, især op imod Kapitol.